# Ulrike Brandi
Ulrike Brandi (Bad Bevensen, 1957) es una diseñadora de iluminación proveniente de Alemania, fundadora  del despacho de Iluminación Ulrike Brandi Licht GmbH y del Brandi Institute for Light and Design. Desde 1987 ha realizado aproximadamente más de 1000 proyectos de iluminación internacionales.

## Biografía
Ulrike Brandi nació en Bad Bevensen en 1957, hija de Dorothee Brandi-Effenberg, fotógrafa y Jochen Brandi, arquitecto y diseñador de iluminación. Tras estudiar lenguas romances en 1976 hasta 1983 en la Universidad de Hamburgo y diseño industrial en 1984 hasta 1988 en la Universidad de Bellas Artes de Hamburgo (HFBK) bajo la tutela del Profesor Dieter Rams, tuvo un interés profundo por el manejo de la luz, específicamente la luz natural, con el fin de crear un impacto en la sostenibilidad de la industria de la iluminación. En 1987 fundó la oficina en Hamburgo Ulrike Brandi Licht, Lichtplanung und Leuchtenentwicklung que posteriormente en 1997 recibió el nombre de Ulrike Brandi Licht GmbH.
Hoy en día, ella se especializa en desarrollar conceptos de luz acorde a las necesidades de un lugar, lo cual depende de las actividades a realizar así como de las características específicas del lugar o ambiente, tomando en cuenta el la iluminación natural cambiante a lo largo del día característico del lugar.
Al enfocarse en la importancia del diseño de la luz en la arquitectura, ella decidió fundar el Brandi Institute for Light and Design en el año 2013, con el fin de satisfacer la necesidad de una formación profesional de los futuros diseñadores de iluminación. En el ámbito estudiantil, fue profesora invitada en la Universidad Hochschule Bildende Künste Braunschweig (HBK) de 1998 a 1999.
Actualmente realiza talleres para diseñadores de Iluminación en diferentes partes del mundo dentro de los cuales, realizó varios en México desde el 2015 al 2017 en la Ex-Hacienda San Gabriel Ixtla, en Valle de Bravo con los temas de fundamentos de luz como momentos, brillo, oscuridad y colores en la naturaleza. Así mismo, en los veranos desde el 2008 hasta el 2019 realizó talleres en el Domaine de Boisbuchet, lugar en donde profesionales y estudiantes se reúnen cada año para trabajar con arquitectos y diseñadores reconocidos en todo el mundo.
Ulrike Brandi también es miembro del Consejo Asesor de Iluminación de Hamburgo (2006) y al igual que de la institución Lighting Detectives desde 1990, que se ocupa de investigar sobre las diferentes formas de tratar la luz en las diferentes culturas del mundo. Así mismo, también es miembro de la Asociación Internacional de Diseñadores de Iluminación (IALD), aparte de organizar desde el 2008 el ciclo de eventos de Licht Salon, organización que invita a expertos de otras profesiones a dar conferencias sobre la luz en Londres.

## Publicaciones
Desde 1989, Ulrike Brandi ha trabajado diversas publicaciones con temas como la Iluminación natural y artificial  hasta contribuciones en exposiciones en diferentes museos como por ejemplo el Museo Alemán de Arquitectura en Fráncfort los cuales, se presentan a continuación:
Libros escritos y publicados por Ulrike Brandi:
- Ulrike Brandi, Christoph Geissmar-Brandi: Licht für Städte – Ein Leitfaden zur Lichtplanung im urbanen Raum, Birkhäuser, 2006
- Ulrike Brandi, entre otros para el Museo Alemán de Arquitectura: Das Geheimnis des Schattens - Licht und Schatten in der Architektur, Catálogo de exposiciones, 2002
- Ulrike Brandi, Christoph Geissmar-Brandi: Lichtbuch, Handbuch der Lichtplanung, Birkhäuser, 2001
- Ulrike Brandi, Özlem Yalim (Editor): Day, Light, Night, Tepta, Estambul 2016
- Ulrike Brandi Licht, edifción DETAIL: Tageslicht - Kunstlicht, Grundlagen, Ausführung, Beispiele, 2005

Catálogos de exposiciones:
- Ulrike Brandi, Erasmus Bridge, contribución para “You say light, I think shadow” de Alexandra Stratimirovic, Sandra Praun, Idea Books, 2014
- Ulrike Brandi: Solo la luz hace que los espacios sean tangibles, contribución para Lightopia: Publicación con motivo de la exposición Lightopia de Vitra Design Museums en cooperación con Fundacao EDP, Lisboa, Vitra Design Museum y autores, Weil am Rhein, 2013
- Ulrike Brandi, Licht in der Architektur, contribución para Light Fantastic de Max Keller, Prestel Verlag 2010

Otras publicaciones:
- Bauhaus – a conceptual model: Publicación con motivo a la exposición Bauhaus – A Conceptual Model, Bauhaus Archiv Berlin, Stiftung Bauhaus Dessau, Weimar Classic Foundation, 2009